# Parafia Św. Andrzeja Apostoła i Najświętszej Maryi Panny Wspomożenia Wiernych w Lutomiu
Parafia Św. Andrzeja Apostoła i Najświętszej Maryi Panny Wspomożenia Wiernych w Lutomiu – rzymskokatolicka parafia w Lutomiu, należy do dekanatu wronieckiego. Powstała po 1334.

## Zasięg parafii
Do parafii należą wierni będący mieszkańcami wsi: Kaczlina, Lutomia, Lutomka, Ryżyna (część) oraz przysiółka Sośnia.
Do kościoła parafialnego uczęszczają też wierni z parafii św. Katarzyny z Łężec, której kościół spłonął w 1835 roku.